# Sophie Basch
Pour les articles homonymes, voir Basch.
Sophie Basch, née le 6 mai 1963 à Bruxelles (Belgique), est une universitaire franco-belge, spécialiste de l'orientalisme littéraire, artistique et scientifique, de la littérature fin-de-siècle et de l'histoire culturelle, professeur de littérature française à l'université Paris-Sorbonne (désormais Faculté des Lettres de Sorbonne Université), membre junior (2003) puis senior (2020) de l'Institut universitaire de France (IUF), membre de l'Academia europaea.
Elle préside, depuis 2014, la Société des études renaniennes, consacrée à l'étude de l'œuvre du philosophe et orientaliste Ernest Renan.

## Biographie
Docteure en philosophie et lettres de l'université libre de Bruxelles (ULB), avec une thèse intitulée La crise du philhellénisme ou L’image de la Grèce moderne dans la littérature française, depuis la création de l'École française d'Athènes jusqu'à la guerre civile grecque : 1846-1946 (1994), Sophie Basch a été professeure à l'université de Haute-Alsace à Mulhouse (1998-2002) et à l'université de Poitiers (2002-2007). Elle est depuis 2007 professeure de classe exceptionnelle à l'université Paris-Sorbonne, membre de l'UMR 8599 du CNRS et de Sorbonne Université (CELLF, Centre d'étude de la langue et des littératures françaises), où elle est responsable de l'axe XIXe siècle. Elle a été membre du Conseil national des Universités (CNU) et du Comité National du CNRS (CoNRS).
Le 12 mars 2016 elle est élue comme membre belge philologue à l'Académie royale de langue et de littérature françaises de Belgique où elle succède à Roland Mortier au fauteuil 4.
Les recherches de Sophie Basch, qui a consacré de nombreuses études à l'orientalisme littéraire et artistique aux XIXe et XXe siècles, depuis le romantisme jusqu'à l'entre-deux-guerres ainsi qu'aux relations entre littérature et archéologie, portent également sur les spectacles populaires et sur le cirque (versant littéraire du Portrait de l'artiste en saltimbanque de Jean Starobinski), sur l'image de Venise dans la littérature romanesque et sur la culture matérielle dans l’œuvre de Marcel Proust. Elle a contribué à plusieurs catalogues d'exposition, au Grand Palais, au centre Pompidou, au musée Delacroix, au musée des Impressionnismes à Giverny et au musée d'art contemporain Goulandris.